# Kranbau Eberswalde

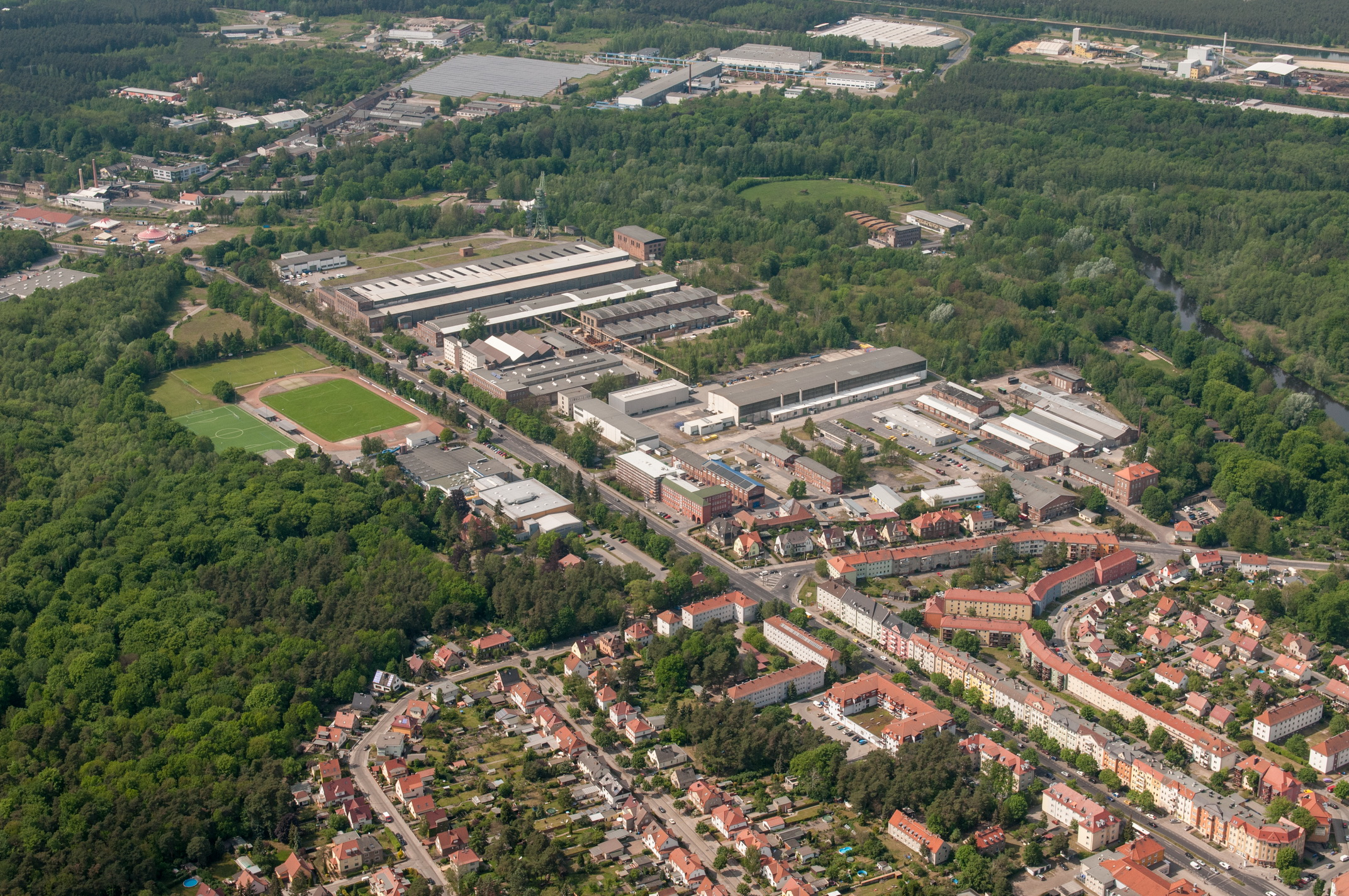
Kranbaugelände und Wohngebäude in Westend, die von Ardelt errichtet wurden

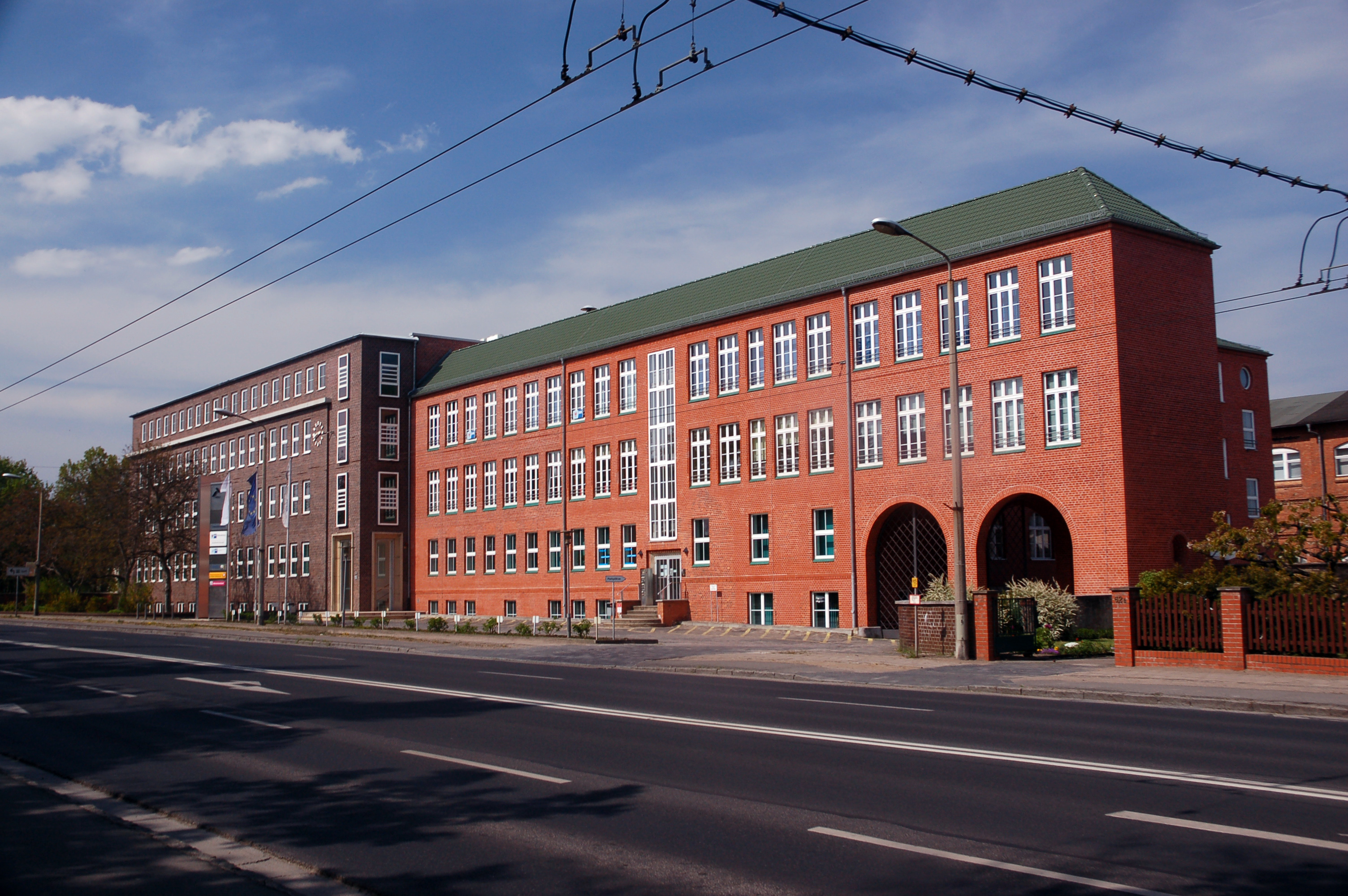
Hauptgebäude Kranbau Eberswalde

Alsenplatz Eberswalde vor 1907

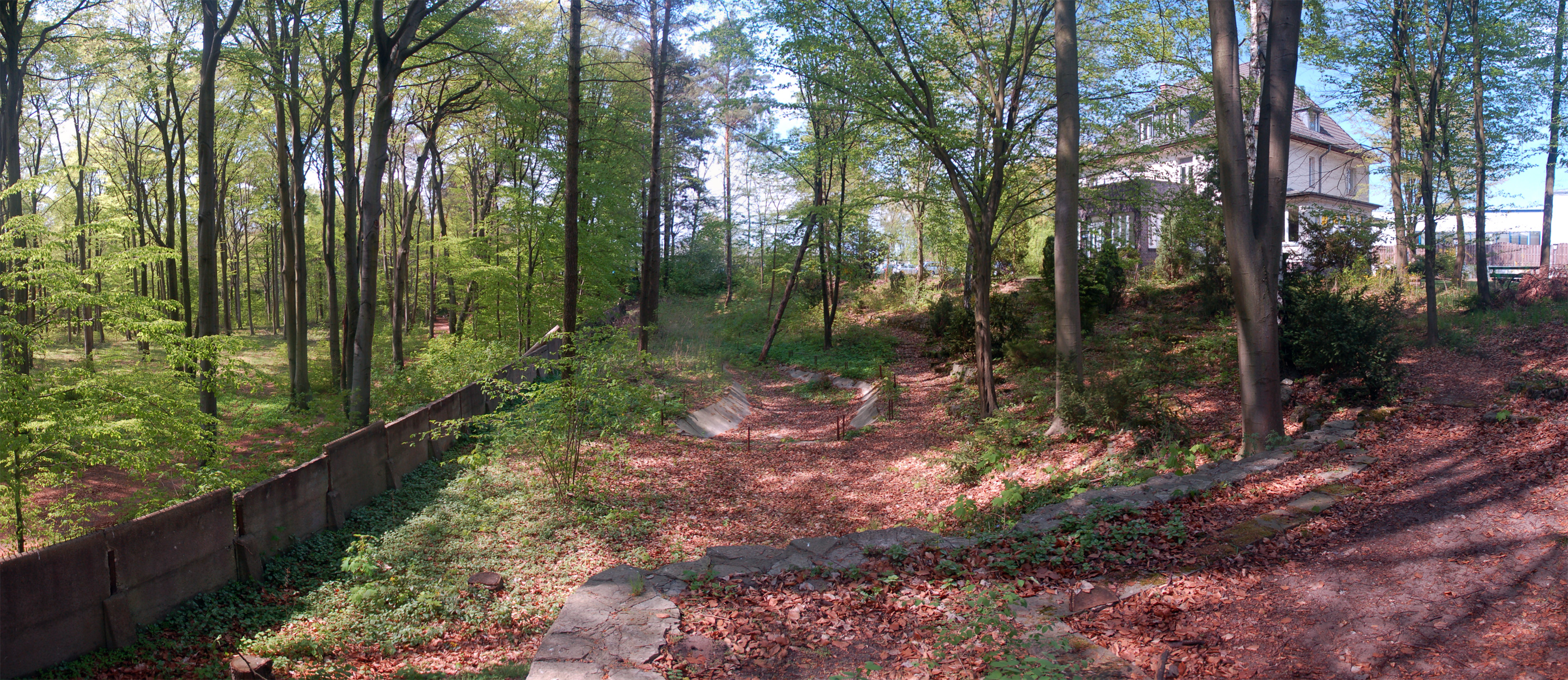
Ehemalige Ardelt-Villa

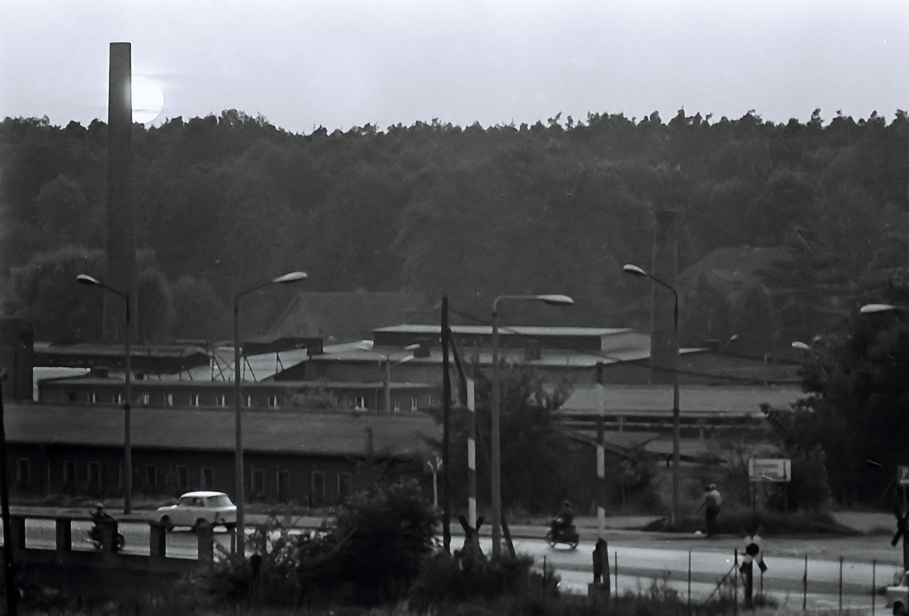
Die Baracken im Jahr 1983; im Hintergrund das Walzwerk-Altwerk, in Resten heute Familiengarten Eberswalde

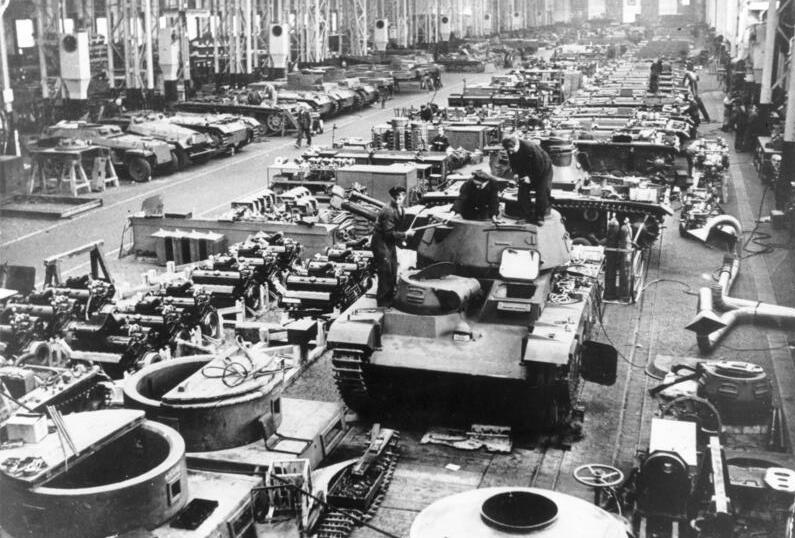
Rüstungsproduktion 1940 in den Ardeltwerken. Arbeiter bei der Montage eines Panzers („Neubaufahrzeug“)

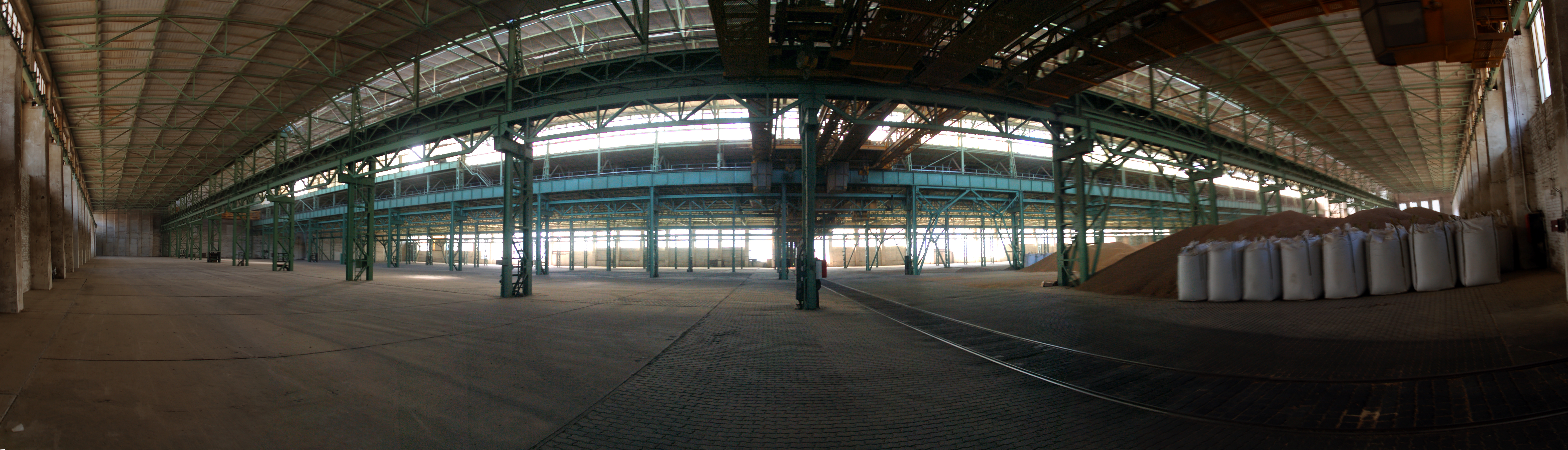
Gleiche Halle; Zustand 2009

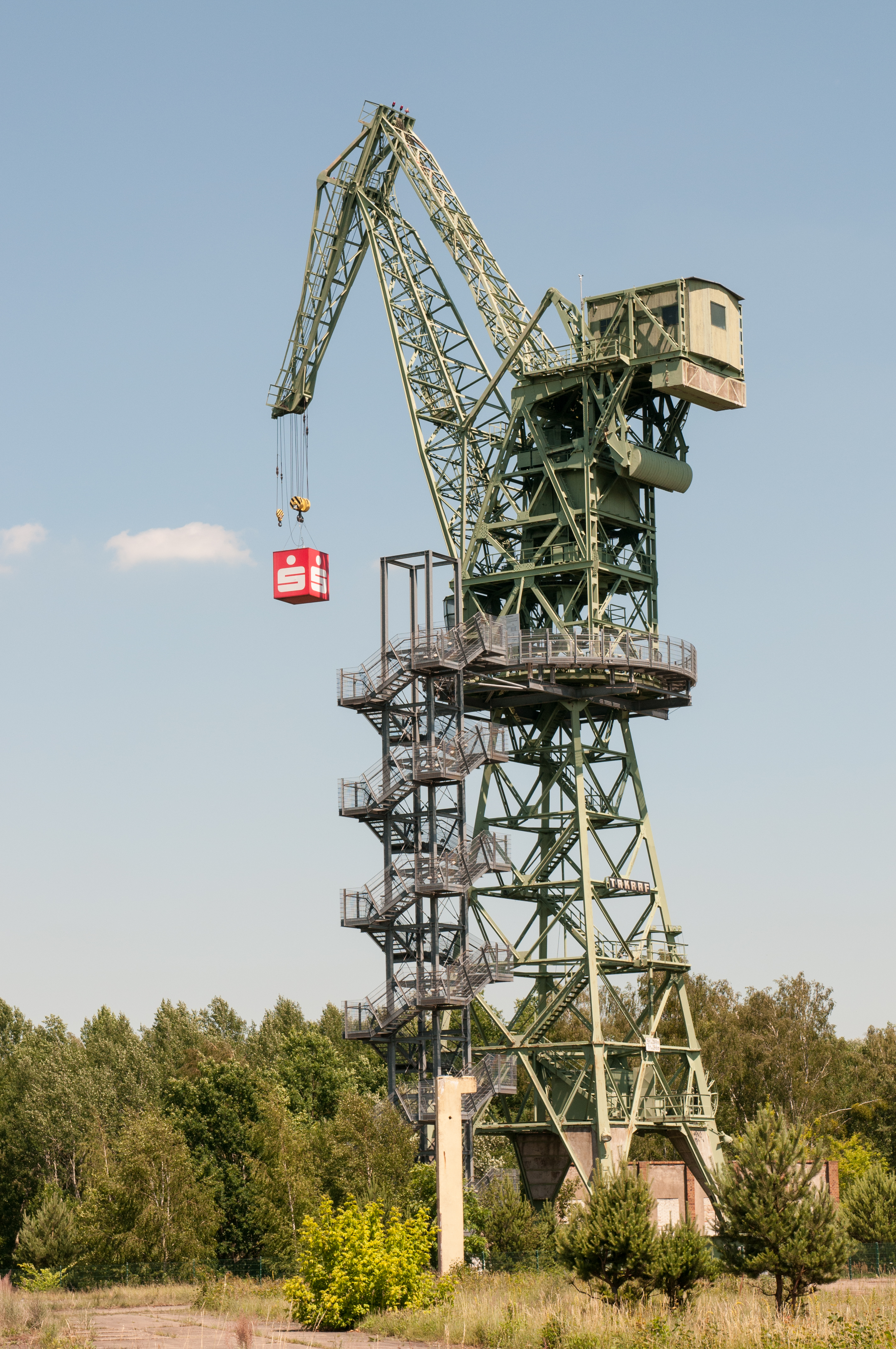
Eberswalder Montageeber (Portalwippdrehkran), 1954 im Kranbau gebaut, heute technisches Denkmal mit Aussichtsplattform

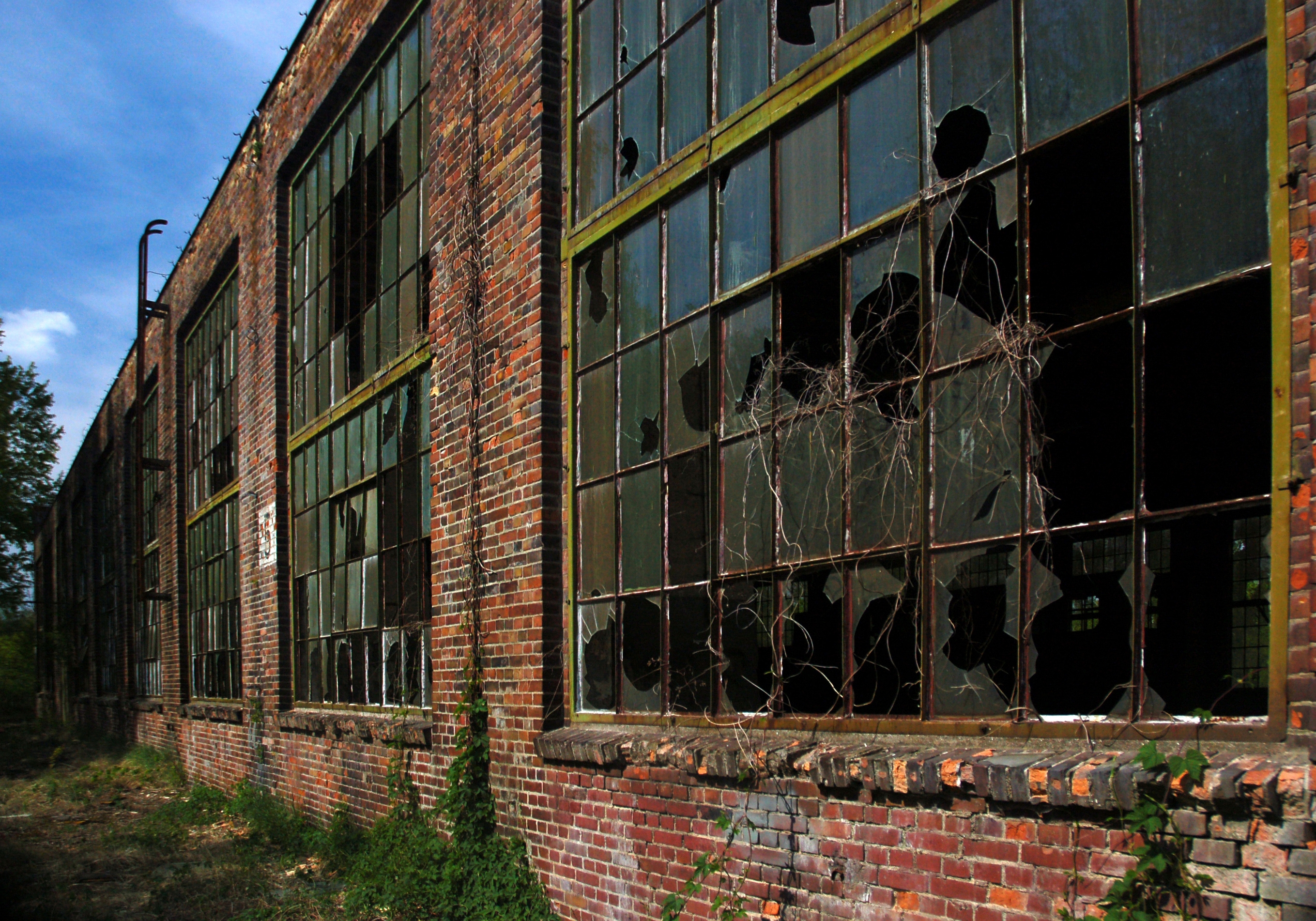
Viele ehemalige Produktionshallen verfallen

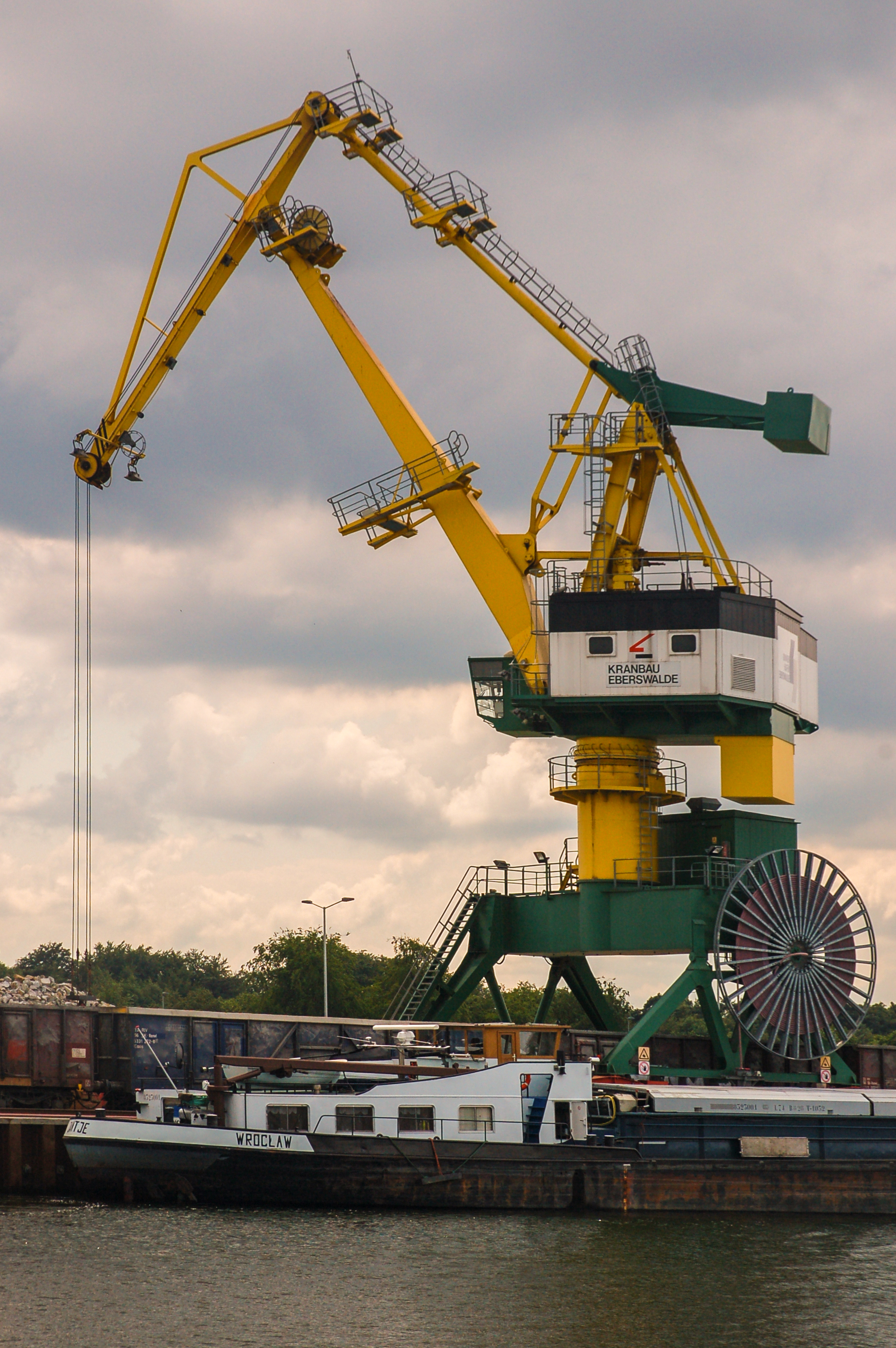
Portalwippdrehkran am Binnenhafen Eberswalde

Ardelt Kranbau GmbH, kurz Ardelt ist ein Maschinenbauunternehmen in Eberswalde, Brandenburg. Das Unternehmen ist Weltmarktführer für Doppellenkerkrane (auch Portalwippdrehkrane genannt). Diese Krane verändern bei Auslagewechsel die Hakenhöhe nicht.

## Überblick
Zum 31. Dezember 2021 gehörten der Belegschaft 160 Mitarbeiter an, die 2021 einen Umsatz von 54 Millionen Euro erwirtschafteten.
Ardelt ist Weltmarktführer für Doppellenkerkrane und produziert unter anderem Balancerkrane, Containerbrücken, Drehkrane, Portalkrane und Verladebrücken. Das Unternehmen hat sich auf die Bewegung von schweren Lasten unter extremen Einsatzbedingungen für Eisenbahnen, Häfen, Werften und Stahlwerke spezialisiert.
Insgesamt wurden seit Gründung im Jahre 1902 mehr als 4.600 Krane in Länder auf vier Kontinenten verkauft. Hermann Simon erwähnt das Unternehmen in seinem gleichnamigen Buch als Beispiel für einen „Hidden Champion“, ein relativ unbekanntes kleines oder mittelständisches Unternehmen, das in seinem Markt jedoch Marktführer ist.
Das Unternehmen Kocks Ardelt Kranbau GmbH hat im April 2022 trotz voller Auftragsbücher und Wartungsverträgen Insolvenz angemeldet. Am 1. August 2023 hat die Ardelt Kranbau GmbH das Vermögen der insolventen Kocks Ardelt Kranbau GmbH übernommen und führt die Geschäfte fort.

## Geschichte

### Gründung 1902 und weitere Entwicklung
Die Geschichte des Unternehmens geht bis auf das Jahr 1902 zurück, als der Ingenieur Robert Ardelt (1847–1925) am Alsenplatz (heute Karl-Marx-Platz) ein technisches Industriebüro eröffnete. Die Firma wurde gemeinsam mit seinen Söhnen Max und Paul (ab 1902), Robert (ab 1911) sowie Rudolf (ab 1919) betrieben. 1904 wurde die Robert Ardelt & Söhne Maschinenfabrik gegründet, 1912 erfolgte die Umbenennung in Ardelt-Werke GmbH.
Am 7. Oktober 1904 eröffnete an der Eisenbahnstraße eine erste Maschinenfabrik und 1911 begann der Ausbau auf dem Grundstück an der Ecke Heegermühler Straße/Boldtstraße. Das Unternehmen war weltweit für den Bau von Gießereimaschinen, die Projektierung und den Aufbau ganzer Röhrengießereien bekannt. Daneben wurden vor allem Krane (Eisenbahn-Drehkrane, Wippkrane, Gießbettaufbereitungskrane), Saugzug- und Entstaubungsanlagen, Diesellokomotiven sowie Straßenfertiger für den Autobahnbau hergestellt.
Während des Ersten Weltkrieges wurde die Produktion in großem Umfang auf Granaten und Geschosse für das kaiserliche Heer umgestellt.
1932 erfanden die Ardelt-Werke das Doppellenkersystem für Drehkrane, was patentschriftlich belegt ist. Diese auch „Portalwippdrehkran“ genannten Krane bestimmen bis heute das Produktionssortiment des Betriebes. Die Besonderheit ist eine konstante Hakenhöhe bei Änderung der Auslage. Ardelt war auch am Bau des Schiffshebewerkes Niederfinow zwischen 1927 und 1934 beteiligt.
Für die Mitarbeiter entstanden Werkswohnungen in Nordende, Ostend und Westend, für die wohlhabenderen Angestellten auch Eigenheime. Auf dem Gelände an der Heegermühler Straße gegenüber dem Hauptgebäude wurden Wohnhäuser für die Ardeltfamilien gebaut. Dazu kamen eine Gärtnerei und ein kleiner Park, der heute nicht mehr existiert. Ein Gemeinschaftshaus und eine Sportanlage am Finowkanal, Heimat der Betriebssportmannschaft der Ardelt-Werke, wurden 1935 fertiggestellt.

### Rüstungsbetrieb im Deutschen Reich 1933 bis 1945

#### Schwerpunkt Rüstung
Wie schon während des Ersten Weltkrieges, waren die Ardelt-Werke auch in der Zeit des Nationalsozialismus ein bedeutender Rüstungsbetrieb. Hierbei profitierte der Standort im Osten des Deutschen Reiches davon, dass man bereits vor Kriegsbeginn außerhalb der theoretischen Reichweite der westalliierten Flugzeuge lag und damit keine Luftangriffe zu fürchten brauchte. Mitte der 1930er Jahre förderte die nationalsozialistische Regierung solche Standorte in besonderer Weise. Schon 1934 wurde wieder ein neuer Werksbereich am heutigen Oder-Havel-Kanal für die Fertigung von Munition errichtet, der als Märkische Stahlformwerk GmbH als Tochtergesellschaft den Betrieb aufnahm. Um die Aufrüstung nicht zu offensichtlich zu machen, fertigte Ardelt bis zum Kriegsbeginn in Rothau in der Tschechoslowakei und in Craiova in Rumänien Munition.
Die Produktion der Kriegsjahre umfasste dann die Fertigung von Panzerabwehrkanonen (z. B. 3,7-cm-PaK 36, 5-cm-PaK 38 und 7,5-cm-PaK 40), Selbstfahrlafetten, Raupenfahrzeuge, Panzerkuppeln für die Küstenartillerie, Getriebe und Kettenglieder für Panzerfahrzeuge, Leichtmetallteile für den Flugzeugbau, Torpedoausstoßrohre, Granatenkörper, Tellerminen, Seeminen, Gehäuse für Fliegerbomben und Pontons für den Bau von Pionierbrücken.
Ingenieure der Ardelt-Werke begleiteten die Erprobung und den Abschuss der Vergeltungswaffen in der Heeresversuchsanstalt Peenemünde. Ingenieure der Ardelt-Werke Eberswalde und Breslau waren maßgeblich an Entwicklung, Produktion und Test der V1 und der V 2 beteiligt.
Im Bereich der Fahrzeugtechnik wurde das Unternehmen nach dem Krieg insbesondere durch die Entwicklungsarbeit bei den sogenannten Einheitswaffenträgern bekannt. Hierbei kooperierte Ardelt mit den Herstellern von Geschützen, wie Krupp und Rheinmetall.

#### Zwangsarbeiter
Während des Zweiten Weltkrieges beschäftigte das Unternehmen im Verhältnis zur regulären Belegschaft eine sehr hohe Anzahl von Zwangsarbeitern. Die Unterbringung erfolgte in mehreren Arbeitslagern. Im April 1942 wurden in das „Waldlager Britz“ 450 ungarische jüdische Bürger, 223 russische und französische sowie 100 polnische Kriegsgefangene eingeliefert. Dazu kamen aus dem Zivilbereich 106 Franzosen, 66 Niederländer und 126 weibliche Ostarbeiter.
Für den April 1943 werden nur noch 205 ungarische jüdische Bürger ausgewiesen, deren Zahl im Juni 1943 auf 171 sank. Einen Monat später ist kein ungarischer Jude mehr ausgewiesen. Für den Monat Februar 1945 wird die Lagerstärke mit 1495 angegeben. Am 27. August 1943 wurden 205 Juden aus einem Arbeitslager in der Nähe der Märkischen Stahlformwerk GmbH, einer Tochtergesellschaft der Ardelt-Werke (Standort am heutigen Binnenhafen), in das KZ Auschwitz-Birkenau transportiert und in den Gaskammern ermordet.
Am 5. September 1944 entstand in Eisenspalterei, Finow, ein Außenlager des KZ Ravensbrück für etwa 1000 weibliche Häftlinge verschiedener Nationalität. Die Inhaftierten waren ausschließlich politische Häftlinge und mussten in den Ardelt-Werken arbeiten. 1944 waren unter den 7000 Mitarbeitern des größten Unternehmens in Eberswalde 3000 Zwangsarbeiter beschäftigt. Zweigniederlassungen bestanden in Breslau-Masselwitz (heute Wrocław-Maślice, Polen), in Rothau (heute Rotava, Tschechien) und Kragau (heute Craiova, Rumänien).
Das KZ-Außenlager in Eisenspalterei wurde wegen des Näherkommens der sowjetischen Armee am 20./21. April 1945 aufgelöst und die Häftlinge nach Ravensbrück zurücktransportiert, wo sie später freikamen. Nach dem Krieg nutzte die Sowjetarmee das Lager für kurze Zeit als Internierungslager und danach als Versorgungsdepot. Zwei der noch existierenden Baracken stehen heute unter Denkmalschutz.

### Volkseigener Betrieb 1945 bis 1990
Nach 1945 musste die Familie Ardelt die Werke in Eberswalde, Breslau, Rothau und Kragau aufgeben. Die Familie flüchtete nach Niedersachsen und gründete dort Werke in Wilhelmshaven und Osnabrück. Diese gelangten 1953 zur Friedrich Krupp AG und firmierten nun unter der Bezeichnung Krupp-Ardelt GmbH. Das Unternehmen änderte die Bezeichnung in Krupp-Kranbau, als 1964 nach dem Tode von Rudolf Ardelt auch die Anteile der Familie an Krupp übergingen.

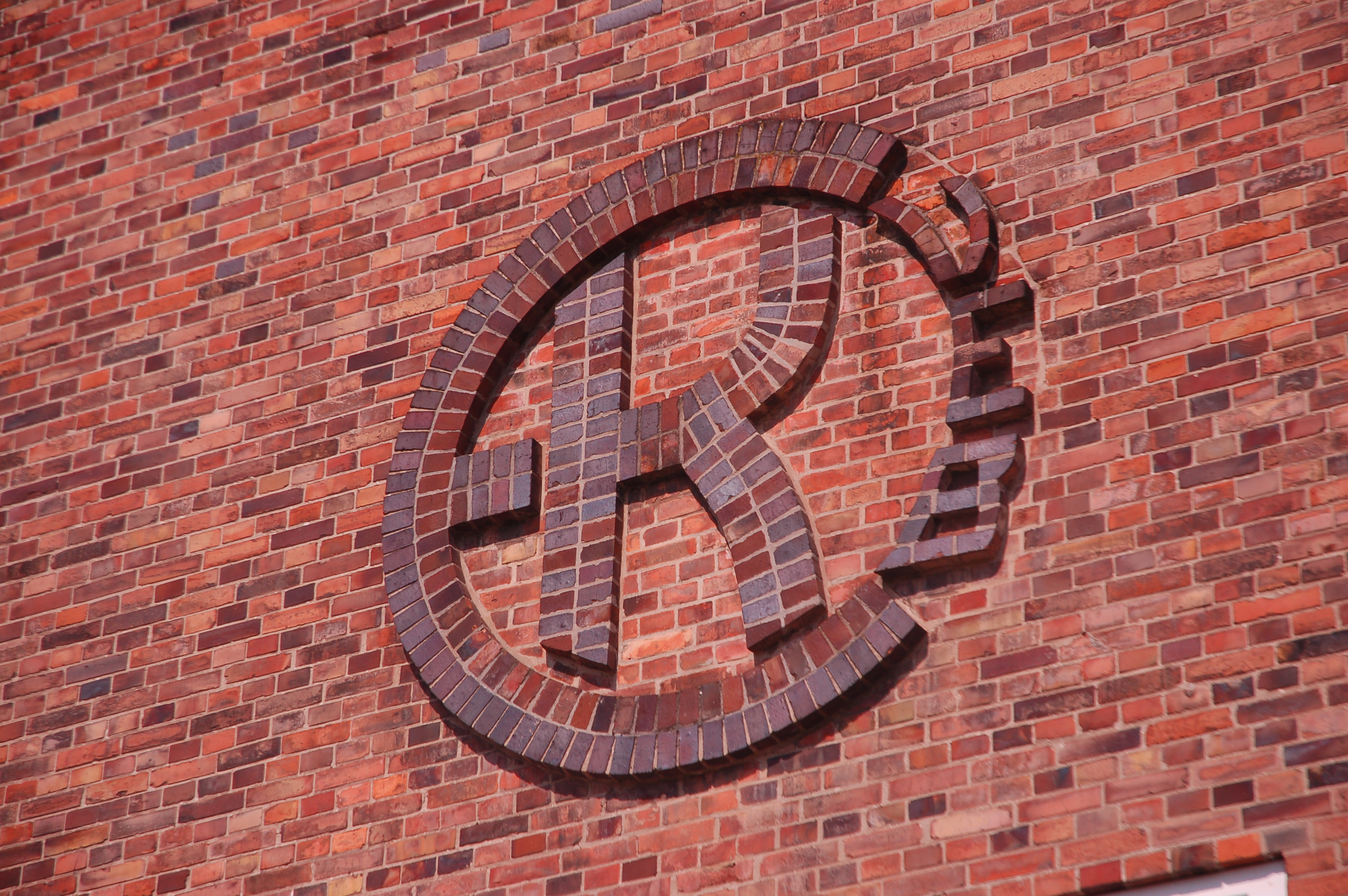
Logo des VEB Kranbau Eberswalde

Die Ardelt-Werke in Eberswalde wurden nach 1945 enteignet und in Volkseigentum überführt. Die Anlagen wurden als Reparationsleistung demontiert und in die Sowjetunion transportiert. Mit der Umbenennung in VEB Kranbau Eberswalde am 20. März 1948 begann der Wiederaufbau des Betriebes.
Am 1. August 1950 wurde der Kranbau Trägerbetrieb für die BSG Stahl Eberswalde (früher Fußballclub Preußen 09). Am 1. April 1952 erfolgte die Umbenennung in BSG Motor Eberswalde. Als der Kranbau 1990 seine Unterstützung für den Verein einstellte, wurde aus der Betriebssportgemeinschaft (BSG) wieder ein Sportverein, der sich SV Motor Eberswalde nannte. Heimspielstätte war seit 1951 das Westendstadion, da das alte Vereinsgelände (Preußen-Platz) im Krieg zerstört worden war.
In die ehemalige Gartenanlage gegenüber dem Hauptgebäude zog 1945 die Rote Armee und überwachte von dort die Demontage der Anlagen des Betriebes. Nach dem Abzug der Sowjetarmee übergab der Kranbau der BSG 1950 das Gelände. 1951 war das Stadion mit Laufbahn und Zuschauerrängen fertiggestellt. Anfang der 1960er Jahre entstanden auf dem Gelände ein Sozialgebäude, eine Kegelbahn, ein Nebenplatz für die Fußballspieler sowie für weitere Sportarten Volleyballfelder und Wurfanlagen.
Während der Zeit der DDR war das Unternehmen als Volkseigener Betrieb (VEB) im Kombinat TAKRAF organisiert. Die 3.000 Mitarbeiter beschäftigten sich hauptsächlich mit der Entwicklung, Konstruktion und Herstellung von Hafenausrüstungen. Hafenkrane aus Eberswalde waren qualitativ hochwertig und zudem verhältnismäßig preisgünstig, weshalb sie in vielen Häfen der Erde zu finden sind, wie in Heraklion auf Kreta, im brasilianischen Rio de Janeiro, in Sankt Petersburg oder auch im Hamburger Hafen.
Für die DDR war der Kranbau in Eberswalde ein erfolgreicher Devisenbringer. Der Kranbau konnte aber aus seinen eigenen Gewinnen kaum einen Nutzen ziehen und reinvestieren. Dadurch waren die Maschinen und Anlagen gegen Ende der DDR veraltet und nicht mehr wirtschaftlich genug, um dem Unternehmen einen erfolgreichen Start in die Nachwendezeit zu ermöglichen.

### Privatisierung ab 1990
Mit der „Verordnung zur Umwandlung von volkseigenen Kombinaten, Betrieben und Einrichtungen in Kapitalgesellschaften“ der DDR vom 1. März 1990 begann die Privatisierung des Unternehmens. 1994 verkaufte die Treuhandanstalt die Kranbau Eberswalde GmbH an die Vulkan Kocks GmbH, ein Unternehmen, das zur Bremer Vulkan AG gehörte. Das Unternehmen wurde in Vulkan Kranbau Eberswalde GmbH umbenannt. 1996 musste die Bremer Vulkan AG Konkurs anmelden und die Vulkan Kocks GmbH wurde 1997 von der Kirow Leipzig AG übernommen. Das Unternehmen erhielt den Namen Kirow Leipzig KE Kranbau Eberswalde GmbH.
Der Kranbau Eberswalde und Kirow Leipzig gehörten beide bis 1990 zum Kombinat TAKRAF und sind nun zusammen mit Kocks Krane in Bremen in der Kranunion (früher Kirow-Gruppe) erneut unter einem Dach vereint. 1989 übernahm Kocks die Wilhelmshavener Krupp Fördertechnik (ehemals Krupp Ardelt), deren Ursprünge auf die Ardelt-Werke Eberswalde 1902 zurückgehen. Damit gehören auch zwei von der Familie Ardelt gegründete Unternehmen zum Verbund.
Für die Entwicklung des Feeder Server, der weltweit ersten mobilen Containerbrücke, wurde das Unternehmen 2000 mit dem „Innovationspreis Berlin-Brandenburg“ ausgezeichnet.

### Kontroverse um die Rückbenennung 2008
Auf der Hauptversammlung am 16. Juni 2008 wurde die Änderung des Namens in Kirow Ardelt GmbH beschlossen. Die Eintragung in das Handelsregister erfolgte am 2. Juli 2008. Aufgrund der nationalsozialistischen Vergangenheit des Unternehmens mit dem Namen Ardelt sprach sich die 49. Stadtverordnetenversammlung Eberswalde am 30. Mai 2008 in einer Resolution einstimmig gegen die Umbenennung aus. Bürgermeister Friedhelm Boginski (FDP) bedauerte die Entscheidung des Unternehmens.
2008 nahm die Ardelt Russland GmbH in Sankt Petersburg ihre Geschäftstätigkeit auf. 2007 erfolgte die Gründung der Gesellschaft mit beschränkter Haftung nach russischem Recht, an der die Kirow Ardelt AG alle Anteile hielt.

### Die Jahre 2010 - heute
2010 erfolgte die Umfirmierung in Kirow Ardelt GmbH. Im Jahr 2015 erfolgte die Ausgründung in die Kocks Ardelt Kranbau GmbH, die Marken Ardelt und Kocks wurden zusammengeführt. Die Kocks Ardelt Kranbau GmbH musste trotz hohen Auftragsbestand in Höhe von 148 Mio. EUR. im April 2022 Insolvenz anmelden. Der Auftragsbestand wurde in den Jahren 2022–2023 zu 70 % fertiggestellt, 30 % wurden mit Nichterfüllung storniert. Parallel erfolgte ein Investorenprozess, der Kocks-Teil wurden abgespalten und an die finnische KoneCrane veräußert. Der Ardelt-Teil wurde am 1. August 2023 mit neuer Gesellschafterstruktur als Ardelt Kranbau GmbH ausgegründet. Das Produktportfolio umfasst alle Drehkrane (Tukan, Kranich, Kondor, Sokol) und den Brückenkran Feeder Server.

## Lokomotiven der Ardelt-Werke

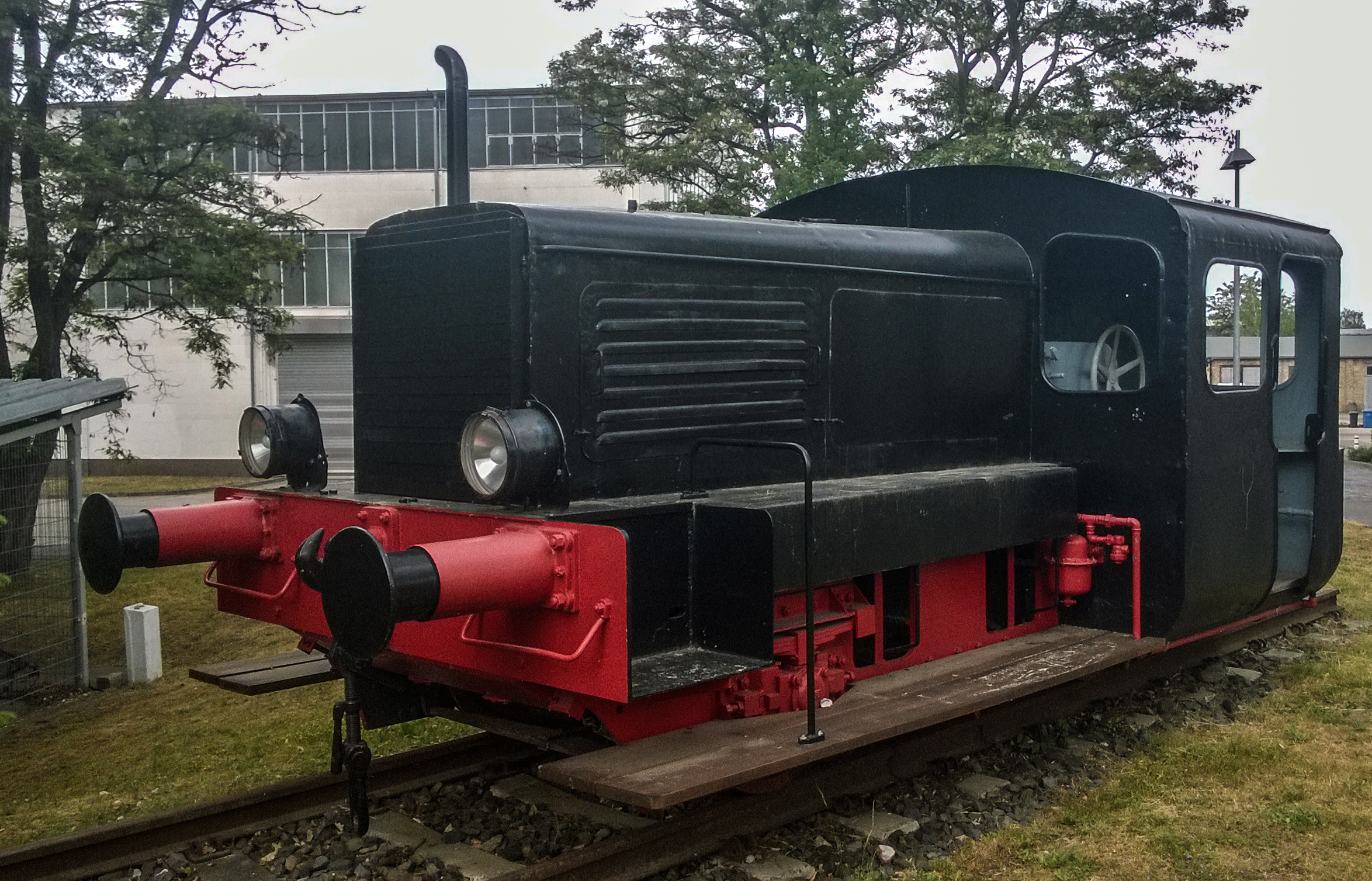
Lokomotive von Ardelt

Die Ardelt-Werke bauten zwischen 1936 und 1939 rund 40 Rangierlokomotiven mit Verbrennungsmotor. Zum Bau dieser Ardelt-Lokomotiven wurden von Deutz-KHD mehrere Motoren vom Typ F6M317 (80 PS) und A6M220 (150 PS) bezogen. Weitere Motoren lieferte MAN, Typ W6V175/22 mit 180 PS. Folgende Maschinen-Typen sind bekannt: NB 70, NB 85, NB 120, NB 150 sowie NB 180, wobei das N für Normalspur und das B für die Achsfolge steht. Die Zahl gibt die Leistung des Fahrzeuges in PS an. FNr. steht für Fabriknummer. Die folgende Tabelle gibt alle bislang bekannten Fahrzeuge wieder.
Von den Lokomotiven sind nur wenige erhalten geblieben, darunter die Ardelt-Lok mit der Fabriknummer 13. Diese wurde 1938 an die Eisen & Metall AG in Gelsenkirchen ausgeliefert. Seit März 1980 stand sie auf einem Spielplatz in Gelsenkirchen-Erle, ehe sie 1991 im Westfälischen Industriemuseum (WIM) ausgestellt wurde. Im September 1993 wurde sie vom Museum auf einen Spielplatz in Leverkusen-Schlebusch transportiert. Im Dezember 2005 übernahm der Kranbau Eberswalde die Lok und stellte sie auf dem Werksgelände als Denkmal auf. Damit kehrte die Diesellokomotive an ihren Herstellungsort zurück.
| FNr. | Baujahr | Typ              | Bauart | Spurweite | Empfänger                                               |
| ---- | ------- | ---------------- | ------ | --------- | ------------------------------------------------------- |
| 3    | 1936    | NB 70            | B-dm   | 1435 mm   | Oberkommando des Heeres, Heereszeugamt Breslau          |
| 6    | 1936    | NB 85            | B-dm   | 1435 mm   | ?                                                       |
| 7    | 1937    | A6M220-NB 150    | B-dm   | 1435 mm   | Niederbarnimer Eisenbahn, Bw Basdorf                    |
| 9    | 1937    | A6M220-NB 150    | B-dm   | 1435 mm   | Niederbarnimer Eisenbahn, Bw Basdorf                    |
| 10   | 1937    | A6M220-NB 150    | B-dm   | 1435 mm   | Niederbarnimer Eisenbahn, Bw Basdorf                    |
| 13   | 1938    | F6M317           | B-dm   | 1435 mm   | Eisen und Metall AG, Gelsenkirchen                      |
| 14   | 1938    | F6M317           | B-dm   | 1435 mm   | Lonal-Werk GmbH, Leese                                  |
| 19   | 1938    | F6M317-NB 85     | B-dm   | 1435 mm   | Bauunion Rostock                                        |
| 26   | 1939    | A6M220           | B-dm   | 1435 mm   | Werksbahn der Hans Hatschek AG, Gmunden                 |
| 28   | 1938    | W6V175/22-NB 180 | B-dm   | 1435 mm   | Kalkwerk Saal an der Donau                              |
| 29   | 1939    | ?                | B-dm   | 1435 mm   | Synthesewerk Schwarzheide, Schwarzheide                 |
| 34   | 1939    | NB 85            | B-dm   | 1435 mm   | Oberkommando des Heeres, Marine-Sperrzeugamt Swinemünde |
| 35   | 1939    | F6M317-NB 85     | B-dm   | 1435 mm   | Howaldtswerke AG, Kiel-Dietrichsdorf                    |
| 36   | 1939    | NB 70            | B-dm   | 1435 mm   | Carl F. W. Borgward GmbH, Bremen-Sebaldsbrück           |
| 38   | 1939    | F6M317-NB 65/70  | B-dm   | 1435 mm   | Philipp Holzmann AG, Werk St. Georgen an der Gusen      |
| ?    | 1939    | NB 120           | B-dm   | 1435 mm   | Wintershall AG, Mineralölwerk Lützkendorf               |
| ?    | 1939    | F6M317-80        | B-dm   | 750 mm    | ?                                                       |